# Justin Lequien
Ne pas confondre avec le sculpteur Justin-Marie Lequien (1796-1881).
Pour les articles homonymes, voir Lequien.
Justin Lequien, né le 30 octobre 1826 à Paris, où il est mort dans le 10e arrondissement le 2 juin 1882, est un sculpteur français.

## Biographie
Justin Lequien est né le 30 octobre 1826 à Paris. Il est le fils de Justin Marie Lequien.
Il est élève de Nicolas (?) Taunay et d'Astyanax-Scaevola Bosio. Il fait ses débuts au Salon de Paris en 1875. Il y a parfois confusion entre Justin Marie Lequien, son père, et Justin Lequien.
Il est mort le 2 juin 1882.